# Ivan Berginc
Ivan Berginc, slovenski kmet, lovec in gorski vodnik, * 20. april 1867, Pri cerkvi, Zgornja Trenta, † 24. maj 1926, reka Soča.

## Življenje in delo
Ivan Berginc, po domače Štrukelj,  se je rodil v kmečki družini v Zgornji Trenti, 24. maja 1926 pa je bil umorjen najden v reki Soči. Njegova usoda spominja na usodo lovca v pripovedki o zlatorogu, saj je prvi preplezal Severno steno Triglava, a kot da je nanj prišlo prekletstvo, je življenje tragično končal v reki.
Berginc se je komaj polnoleten zaposlil kot gozdni delavec pri lesnem podjetniku Zakotniku iz Ljubljane in zanj v Trenti sekal les. Kasneje je bil za tri leta potrjen k vojakom, a je odslužil le dva meseca, ker mu je 1888 umrl oče in je ostal edini hranilec družine. Leta 1890 je brez cepina in vrvi prvi preplezal današnjo Slovensko smer v triglavski severni steni. To smer so trentarski divji lovci poznali kot koridor za prigon gamsov pred njihove puške na Zelennem snegu. Za ta podvig je dosti kasneje zvedel Henrik Tuma in po Berginčevi smeri tudi sam preplezal triglavsko severno steno. Gorski vodnik pa je postal bolj iz potrebe po dodatnem zaslužku. 
Julius Kugy ga ne omenja, vendar je verjetno vodil tudi njega. Ob 100-letnici njegovega podviga so 22. septembra 1990 na Berginčevi rojstni hiši slovesno odkrili spominsko ploščo.